# فرودگاه محلی لینچ‌بورگ
فرودگاه محلی لینچ‌بورگ (به انگلیسی: Lynchburg Regional Airport) (به زبان بومی: Preston Glenn Field) یک فرودگاه با کد یاتا LYH است . این فرودگاه در کشور ایالات متحده آمریکا قرار دارد و در ارتفاع ۲۸۵٫۹ متری از سطح دریا واقع شده است.